# Can (альбом)
Can, також знаний як Inner Space (також, з додатковими треками, як Legendary Can) — десятий студійний альбом експериментального рок-гурту Can, що вийшов у 1979 році. Участь колишнього басиста Хольгера Чукая у створенні цього альбому обмежилася монтажем стрічки. Це був останній альбом Can перед воз'єднанням для альбому Rite Time, який вийшов десять років потому і вийшов уже після розпаду гурту.

## Track listing
| Side one | Side one         | Side one                         | Side one   |
| #        | Назва            | Автор(и)                         | Тривалість |
| -------- | ---------------- | -------------------------------- | ---------- |
| 1.       | «All Gates Open» | Каролі, Лібецайт, Шмідт, Ґі, Баа | 8:23       |
| 2.       | «Safe»           | Каролі, Лібецайт, Шмідт, Ґі, Баа | 8:37       |
| 3.       | «Sunday Jam»     | Каролі, Лібецайт, Шмідт, Ґі      | 4:35       |

| Сторона 2 | Сторона 2 | Сторона 2                                       | Сторона 2  |
| #         | Назва | Автор(и)                                        | Тривалість |
| --------- | --- | ----------------------------------------------- | ---------- |
| 4.        | «Sodom» | Каролі, Лібецайт, Шмідт                         | 5:45       |
| 5.        | «A Spectacle»                                                                                                  | Чукай, Каролі, Лібецайт, Шмідт, Ґі              | 5:53       |
| 6.        | «E.F.S. Nr. 99 (Can Can)» (Походить з опери Жака Оффенбаха Орфей у пеклі; знаніша як мелодія до танцю Канкан.) | Оффенбах, аранжування Каролі, Лібецайт, Шмідт   | 3:12       |
| 7.        | «Ping-Pong» | Традиційна, аранжування Каролі, Лібецайт, Шмідт | 0:23       |
| 8.        | «Can Be» | Каролі, Лібецайт, Шмідт                         | 2:54       |

## Персоналії
Can
- Міхаель Каролі – гітара, вокал; бас на "Can Be"
- Ірмін Шмідт – клавішні
- Хольгер Чукай – редагування
- Роско Ґі – бас
- Яки Лібецайт – барабани
- Ребоп Кваку Баа – перкусія